# بليونيرات بالصدفة (كتاب)
بليونيرات بالصدفة: إنشاء الفيسبوك، حكاية الجنس والمال والعبقرية والخيانة، كتاب ألّفه بين ميزريخ عام 2009 عن قصة إنشاء فيسبوك، تبنت شركة الإنتاج كولومبيا بيكتشرز الكتاب وأنتجته فيلماً بعنوان الشبكة الاجتماعية عام 2010. أنكر مارك زوكربيرغ أنه تحدث مع الكاتب ميزريخ أثناء قيام الأخير بالأبحاث اللازمة للكتاب، كما أن سافيرن قد فسخ العقد بينه وبين المؤلف بعد تسوية القضايا القانونية بينه وبين زوكربيرغ.

## المحتوى
بدأت القصة قبل أسابيع من إطلاق "thefacebook.com" في جامعة هارفارد. صادق إدواردو سافيرن بطل الرواية مارك، وناضل الاثنان ليحققا قبولاً اجتماعياً، إذ انضم إدواردو إلى "Final club" وأنشأ مارك موقعاً إلكترونياً يستخدم لتقييم الفتيات في مراتب حسب مظهرهن.
حيلة مارك الناجحة وضعته في خلافات مع مجلس الإدارة في هارفارد وأغضبت العديد من الجماعات النسوية في الحرم الجامعي والطالبات كذلك. لكنه لفت انتباه رؤساء الجامعة كاميرون وينكلفوس وتايلور وينكلفوس وديفيا ناريندرا الذين كانوا يحاولون إطلاق موقع للمواعدة. حاول الثلاثي اقناع مارك بالعمل معهم، لكن مارك لم يكن يرى أن ما لديهم يتوافق مع ما كان يعتقد أنه المنهج الصحيح وبدأ بتطوير thefacebook.com ببعض المساعدة من إدواردو وشركاء السكن.
بعد إطلاق موقع thefacebook.com أحرز شهرة واضحة في الحرم الجامعي، ما أثار حنق التوأمان وينكلفوس وديفيا، الذين أُبقيوا خارج اللعبة. تذكر القصة أن العلاقة تغيرت لاحقاً مع مارك وإدواردو الذين كانت لهما أساليب مختلفة.
على الرغم من أن نصف المشتركين كانوا من حرم جامعة هارفارد ويركز على الحياة الجامعية، إلى أن النصف الثاني كانوا من مراكز الأعمال في وادي السيليكون. أصبح شين باركر من نابستر مرشداً لزوكربيرغ وقد وجهه إلى أصحاب رؤوس الأموال في وادي السيليكون وغيرهم من رواد الصناعة. كان إدواردو الذي لم يكن قد تخرج بعد يشعر أنه أصبح على الهامش وكان يشعر أن باركز لم يكن أفضل مؤثر على زوكربيرغ.
لا توفر نهاية الكتاب خلاصة حسب مؤلفي الكتاب، لكنه يغلق فصلاً في قصة الفيسبوك.

## روابط خارجية
- بليونيرات بالصدفة مراجعة  في كتب جوجل
- بليونيرات بالصدفة مراجعة - «نظرة عابرة على الفيسبوك» تأليف باول بوتين في وول ستريت جورنال
- الفيسبوك في الثقافة الشعبية
- بعد الكلمات مقابلة مع ميرزيخ حول كتاب بليونيرات بالصدفة بتاريخ 10 آب (أغسطس) 2009